# Thierry Goudet
Pour les articles homonymes, voir Goudet (homonymie).
Thierry Goudet, né le 11 novembre 1962 à Château-Gontier, est un footballeur et entraîneur de football français.

## Biographie

### Carrière de joueur

#### Débuts prometteurs en Mayenne

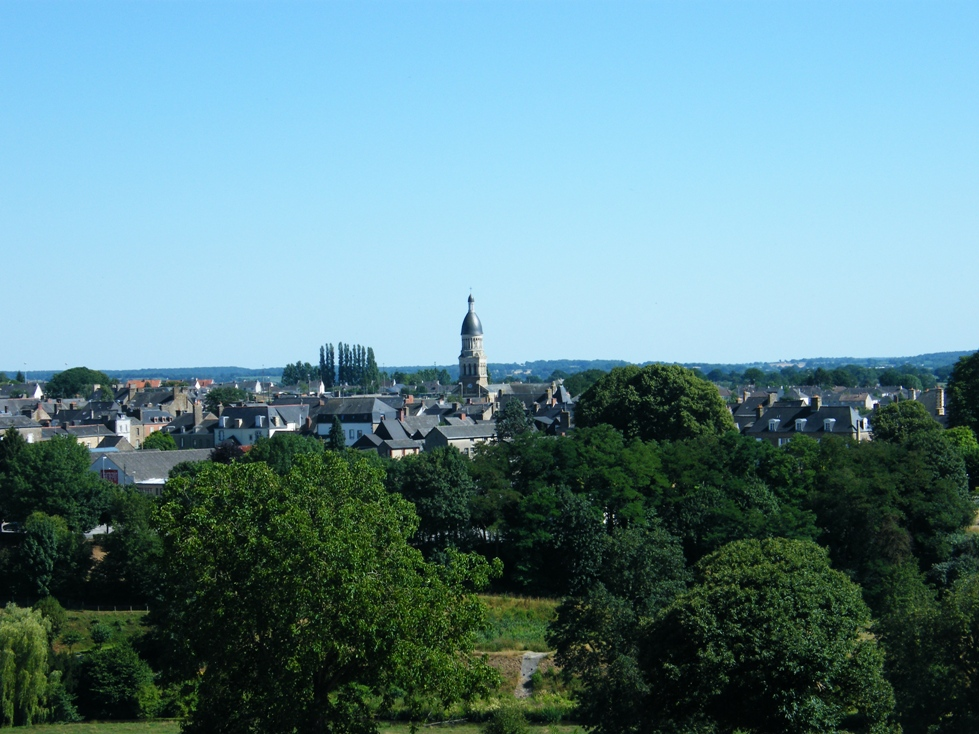
Thierry Goudet commence le football à Ernée en Mayenne.

En 1977, alors joueur à L'Ernéenne, Thierry Goudet termine deuxième du concours national du jeune footballeur, derrière Fabrice Poullain. Avec la Ligue de l'Ouest il dispute en tant que capitaine la Coupe nationale des minimes à Vichy, aux côtés de Thierry Froger. En 1978 il est sélectionné en équipe de France scolaire par Georges Boulogne, dans une génération qui compte parmi ses rangs Pascal Dupraz, Laurent Paganelli et Luc Sonor. Il connaîtra une vingtaine de sélections en équipes de France de jeunes. Il rejoint le Stade lavallois à l'été 1978. 
En avril 1979, il dispute une nouvelle Coupe nationale à Vichy avec la Ligue de l'Ouest, cette fois dans la catégorie cadets. En juillet 1979, Thierry Goudet fait partie des huit premiers stagiaires à intégrer le centre de formation du Stade lavallois, nouvellement construit. 
Formé sous la houlette de Bernard Maligorne, il débute dans l'équipe première de Michel Le Milinaire à 17 ans. Malgré son jeune âge, le poste de meneur de jeu lui est rapidement confié. Il côtoie à cette époque des joueurs comme Éric Stefanini, Jacky Paillard, Oumar Sène ou encore Jean-Pierre Tempet. Sous contrat aspirant de 1979 à 1981, il intègre l'effectif professionnel en qualité de stagiaire en 1981. Avec l'équipe de France juniors A1, il décroche la médaille de bronze au championnat d'Europe juniors qui se déroule en mai et juin 1981 en Allemagne de l'Ouest. En 1982, peu après avoir signé son premier contrat professionnel, il intègre le bataillon de Joinville et remporte en février 1983 le Challenge Kentish avec l'équipe de France militaire. La même année il dispute avec l'équipe de France espoirs le Tournoi de Toulon, aux côtés de joueurs comme Claude Puel et Loïc Pérard. Goudet est titularisé lors des trois premiers matches et les Bleuets décrochent la troisième place de la compétition. 
Il participe au plus grand exploit du Stade lavallois en Coupe de l'UEFA lors de la saison 1983-1984 en éliminant l'équipe soviétique du Dynamo de Kiev. Au tour suivant, les Lavallois sont éliminés par les Autrichiens de l'Austria Vienne emmenés Herbert Prohaska.
En octobre 1984 il remporte la Coupe de la Ligue avec le Stade lavallois, en battant l'AS Monaco en finale.

#### En Bretagne avec Raymond Keruzoré
En 1986, après huit années passées en Mayenne, Thierry Goudet décide de rejoindre le Brest Armorique FC entraîné par Raymond Keruzoré. Il y évolue aux côtés de Vincent Guérin, Maurice Bouquet ou Gérard Buscher. Le club finistérien réalise une bonne saison et termine à la 8e place du championnat. La saison suivante, le club descend en deuxième division et Thierry Goudet quitte le club pour rejoindre le Stade rennais qui évolue en deuxième division et souhaite retrouver la D1. Il y retrouve Raymond Keruzoré. Après une première saison à l'issue de laquelle le club échoue aux portes de la première division, l'équipe rennaise emmenée par les frères Delamontagne ou Serge Le Dizet accède à l'élite en 1990. La saison suivante, le club finit dernier et est relégué en D2.

#### Fin de carrière
Thierry Goudet signe ensuite au Havre Athletic Club qui vient d'être sacré champion de deuxième division. Le club réussit son maintien en 1re division. Après deux saisons dans ce club, Thierry Goudet retourne au Stade lavallois, où il effectue la majorité des rencontres en tant que remplaçant. À l'issue de la saison 1993-1994, il résilie son contrat et met un terme à sa carrière professionnelle.
En 2002, les supporters lavallois l'élisent dans les 22 joueurs du siècle du club mayennais.
En 2022, le magazine So Foot le classe dans le top 1000 des meilleurs joueurs du championnat de France, à la 758ème place.

### Carrière d'entraîneur
En 1994, il devient adjoint de Bernard Maligorne au Stade lavallois, puis entraîne les jeunes de l'ES Bonchamp-lès-Laval, dont il est nommé à la tête de l'équipe première en 1995. Il passe ses diplômes d'entraîneur en parallèle.
Thierry Goudet est titulaire du DEPF, plus haut diplôme d'entraîneur français.
En tant qu'entraîneur, il connaît son heure de gloire au Mans UC 72 lorsque celui-ci accède à la Ligue 1 pour la première fois de son histoire. Après quatre années passées à la tête de l'équipe mancelle, il est cependant contraint de démissionner après les résultats catastrophiques du club, qui oscille entre la dernière et l'avant-dernière place du championnat. Il ne retrouve alors jamais le plus haut niveau français, puisqu'il entraîne par la suite des équipes de deuxième ou troisième division : le Grenoble Foot 38, l'Union sportive Créteil-Lusitanos ou le Stade brestois.
En 2008-2009 il participe à « Dix mois vers l'emploi », programme développé par l'UNECATEF à destination des entraîneurs sans club. En octobre 2010, Thierry Goudet retourne de nouveau dans sa Mayenne natale, où il reprend en main l'Union sportive changéenne. Pendant quatre ans, il ne vit plus du football et tient un bar-tabac-journaux.
Le 28 décembre 2014, il est nommé à la tête du Havre AC pour succéder à Erick Mombaerts. Il fait alors son retour dans le monde professionnel, six ans après l'avoir quitté. Ayant rempli les objectifs fixés par le club, il prolonge de deux ans, le 19 mai 2015, son aventure avec le HAC, étant ainsi lié au club jusqu'en 2017. Après n'avoir pris que dix points en neuf matchs et le club se trouvant à la quinzième place du classement, Thierry Goudet est écarté le 28 septembre 2015 par les dirigeants.
En juin 2016, il s'engage à l'AFC Tubize, en D2 belge mais à la suite d'une mauvaise ambiance et de résultats décevants, il n´y reste que 3 mois.
Il devient entraîneur du Stade lavallois le 12 avril 2017 en remplacement de Marco Simone, pour une opération sauvetage de la lanterne rouge de Ligue 2. Le miracle n'a pas lieu : Laval est relégué en National et Goudet n'est pas reconduit dans ses fonctions.

## Palmarès
- Vainqueur de la Coupe de la Ligue en 1984 avec le Stade lavallois
- Vainqueur du Challenge Kentish en 1983 avec l'équipe de France militaire